# Vampyrognathia varanus
Vampyrognathia varanus är en djurart som tillhör fylumet käkmaskar, och som beskrevs av Wolfgang Sterrer 200. Vampyrognathia varanus ingår i släktet Vampyrognathia och familjen Onychognathiidae. Inga underarter finns listade i Catalogue of Life.